# Oxybelus trispinosus
Oxybelus trispinosus är en stekelart som först beskrevs av Fabricius 1787.  Oxybelus trispinosus ingår i släktet Oxybelus, och familjen Crabronidae. Enligt den svenska rödlistan är arten akut hotad i Sverige. Arten förekommer på Gotland. Arten har tidigare förekommit i Götaland men är numera lokalt utdöd. Artens livsmiljö är jordbrukslandskap, skogslandskap, stadsmiljö.